# Basketball-Ozeanienmeisterschaft der Damen 1989
Die Basketball-Ozeanienmeisterschaft der Damen 1989, die fünfte Basketball-Ozeanienmeisterschaft der Damen, fand zwischen dem 25. und 30. August 1989 in Neuseeland statt, das zum zweiten Mal die Meisterschaft ausrichtete. Gewinner war die Australische Nationalmannschaft, die zum fünften Mal den Titel erringen konnte. In der Serie konnte Neuseeland mit 3:0 Siegen geschlagen werden. 

## Teilnehmende Mannschaften
Australien

 Neuseeland

## Modus
Gespielt wurde in Form einer Best-of-Three Serie. Die Mannschaft, die zuerst zwei Siege erringen konnte, wurde Basketball-Ozeanienmeister der Damen 1989. 

## Ergebnisse
|                                        |  | Australien | 93 – 45 | Neuseeland |  |
| Punkte pro Halbzeit: 42 : 19, 51 : 26. |  |            |         |            |  |
|                                        |  |            |         |            |  |
|                                        |  |            |         |            |  |

|                                        |  | Australien | 107 – 59 | Neuseeland |  |
| Punkte pro Halbzeit: 55 : 29, 52 : 30. |  |            |          |            |  |
|                                        |  |            |          |            |  |
|                                        |  |            |          |            |  |

|                                        |  | Australien | 80 – 38 | Neuseeland |  |
| Punkte pro Halbzeit: 23 : 22, 57 : 16. |  |            |         |            |  |
|                                        |  |            |         |            |  |
|                                        |  |            |         |            |  |

| Australien           |
| Meister Australien   |
| Fünfte Meisterschaft |

## Abschlussplatzierung
| Rang | Mannschaft |
| ---- | ---------- |
| 1    | Australien |
| 2    | Neuseeland |

Australien qualifizierte sich durch den 3:0-Erfolg für die Basketball-Weltmeisterschaft der Damen 1990 in Malaysia.